# Rogožarski
A Rogožarski (em sérvio:  Рогожарски) foi um fabricante de aeronaves iugoslavo. Estabelecida oficialmente em 22 de abril de 1923 com o nome de Prva Srpska Fabrika Aeroplana Živojin Rogožarski (em português:  Primeira fábrica de aeronaves sérvia de Živojin Rogožarski), a fábrica foi responsável juntamente com a Ikarus pela maior parte da indústria aeronáutica iugoslava entre a Primeira e a Segunda Guerra Mundial. Inicialmente, a fábrica reparava aeronaves confiscadas da Primeira Guerra, mas logo iniciou a produzir aeronaves locais, além de aeronaves sob licença. Estatizada em 1946, a fábrica fundiu-se com a Zmaj para formar a Ikarus, que continuou na indústria aeronáutica até 1962. A Rogožarski produziu um total de 286 aeronaves.